# Тосныборки
Тосныборки — деревня в центральной части Порховского района Псковской области. Входит в состав сельского поселения «Красноармейская волость».
Расположена в 7 км к западу от города Порхов.

## Население
Численность населения составляет 49 жителей (2000 год).